# Nawa, Salamiyah
Nawa (tiếng Ả Rập: نوى) là một ngôi làng Syria nằm ở phó huyện Salamiyah thuộc huyện Salamiyah, Hama. Theo Cục Thống kê Trung ương Syria (CBS), Nawa có dân số 441 người trong cuộc điều tra dân số năm 2004.